# Плабеннек (кантон)
Плабеннек (фр. Plabennec) — кантон во Франции, находится в регионе Бретань, департамент Финистер. Входит в состав округа Брест.

## История
До 2015 года в состав кантона входили коммуны Бур-Блан, Кернилис, Керсен-Плабеннек, Коа-Меаль, Ланарвили, Ле-Дреннек, Лок-Бреварлер, Плабеннек и Плувьен.
В результате реформы 2015 года состав кантона был изменен: четыре коммуны перешли в кантон Лесневен и добавились десять коммун упраздненных кантонов Ланилис и Плудальмезо.

## Состав кантона с 22 марта 2015 года
В состав кантона входят коммуны (население по данным Национального института статистики Архивная копия от 17 января 2022 на Wayback Machine за 2019 г.):
- Бур-Блан (3 553 чел.)
- Керсен-Плабеннек (1 495 чел.)
- Коа-Меаль (1 114 чел.)
- Ламполь-Плудальмезо (821 чел.)
- Ландеда (3 576 чел.)
- Ландёнве (1 486 чел.)
- Ланнилис (5 672 чел.)
- Плабеннек (8 515 чел.)
- Плувьен (3 832 чел.)
- Плуген (2 166 чел.)
- Плудальмезо (6 312 чел.)
- Сен-Пабю (2 069 чел.)
- Треглону (684 чел.)

## Политика
На президентских выборах 2022 г. жители кантона отдали в 1-м туре Эмманюэлю Макрону 35,5 % голосов против 20,7 % у Марин Ле Пен и 17,9 % у Жана-Люка Меланшона; во 2-м туре в кантоне победил Макрон, получивший 66,7 % голосов. (2017 год. 1 тур: Эмманюэль Макрон – 28,8 %, Франсуа Фийон – 19,6 %, Жан-Люк Меланшон – 17,8 %, Марин Ле Пен – 14,9 %; 2 тур: Макрон – 75,9 %. 2012 год. 1 тур: Франсуа Олланд — 30,3 %, Николя Саркози — 27,8 %, Марин Ле Пен — 13,2 %; 2 тур: Олланд — 52,8 %).
С 2021 года кантон в Совете департамента Финистер представляют мэр коммуны Плудальмезо Маргерит Ламур (Marguerite Lamour) (Республиканцы) и мэр коммуны Трегнолу Ги Талок (Guy Taloc) (Разные правые).
|                | Кандидаты                   | Партия                   | Первый тур | Первый тур     | Второй тур | Второй тур |
| Кол-во голосов | Кандидаты                   | Партия                   | % голосов  | Кол-во голосов | % голосов  |            |
| -------------- | --------------------------- | ------------------------ | ---------- | -------------- | ---------- | ---------- |
|                | Маргерит Ламур Ги Талок     | Правоцентристский блок   | 6 050      | 54,28          | 6 982      | 62,95      |
|                | Надин Кассис Микаэль Кемнер | Разные левые             | 3 705      | 33,24          | 4 109      | 37,05      |
|                | Антония Бушар Пьер Оран     | Национальное объединение | 1 391      | 12,48          |            |            |

|                | Кандидаты                    | Партия                  | Первый тур | Первый тур     | Второй тур | Второй тур |
| Кол-во голосов | Кандидаты                    | Партия                  | % голосов  | Кол-во голосов | % голосов  |            |
| -------------- | ---------------------------- | ----------------------- | ---------- | -------------- | ---------- | ---------- |
|                | Бернар Жиберг Маргерит Ламур | Правый блок             | 6 682      | 51,15          | 8 362      | 58,92      |
|                | Лоик Гегантон Элен Тонар     | Социалистическая партия | 4 252      | 32,55          | 5 829      | 41,08      |
|                | Ольвен Дене Надин Касис      | Европа Экология Зелёные | 1 065      | 8,15           |            |            |
|                | Андре Лаванан Жоэль Перро    | Прочие                  | 959        | 7,34           |            |            |
|                | Катя Люсан Кристиан Менги    | Национальный фронт      | 106        | 0,81           |            |            |